# 지화정
지화정(1980년 4월 6일 ~ )은 대한민국의 성우이다. 2010년 KBS 35기로 입사했으며 한국방송 성우극회 소속.

## 주요 출연작품

### 외화
- 나의 그리스식 웨딩 (KBS) - 니키(지아 카라이즈)
- 나의 그리스식 웨딩 2 (KBS) - 니키(지아 카리데스)
- 다빈치 코드 (KBS) - 산드린(마리 프랑소와 오돌렌트)
- 닥터 후 시즌 7 (KBS) - 감지기 음성
- 더 레이디 (KBS) - 루신다(수전 울드리지) / TV 방송 음성 / 가사 도우미 / 몽몽 (메이)
- 빅 피쉬 (KBS) - 밀드레드(미시 파일)
- 셜록 시즌 3 (KBS) - 샐리 도노반(비넷 로빈슨) / 앤시아(리사 맥앨리스터)
- 첫 키스만 50번째 (KBS) - 루시의 친구(캐서린 위닉)

### 방송
- 멜로다큐 가족 (OBS) - 내레이션
- 여성경력단절 캠페인 (YTN) - 홍보
- TBS 라디오소리,아픔을달래다(음악극) - 내레이션,연기
- TBS 캠페인 힐링국악  - 내레이션
- 웹드라마- 아일랜드 - 내레이션

### 애니메이션
- 미아 앤 미(KBS Kids) - 판테아(마녀)

### 영화
- 독립영화 - 줌피씨월드 - 아내역

### 수상
- TBS 라디오 -소리,아픔을달래다 -한국PD연합회 이달의PD상 수상